# Lexus LS
Als Lexus LS werden die Oberklasselimousinen der Marke Lexus von Toyota bezeichnet.
Die LS-Baureihe wurde erstmals im Oktober 1989 vorgestellt und verkauft, zunächst in Japan, den USA und in der Schweiz, wobei sie in Japan (bis zur Einführung von Lexus in Japan im Jahr 2006) nicht als Lexus LS, sondern als Toyota Celsior (1989–2006) vermarktet wurde. Ab September 1990 wurde der LS auch in Deutschland angeboten.
Die nachfolgenden Modellwechsel fanden im November 1994, im Oktober 2000 und im September 2006 statt.
In Japan wurde der LS 400 und LS 430 als Toyota Celsior bis zur Einführung der Marke Lexus angeboten. Die vierte Generation des LS 460 debütierte mit dem 8-Gang Automatikgetriebe und einer automatischen Einparkhilfe.
Vier Generationen wurden inzwischen produziert, wobei alle mit einem V8-Motor und Hinterradantrieb ausgestattet sind – seit dem Jahr 2006 wird zusätzlich eine Hybridvariante mit Allradantrieb und optional längerem Radstand angeboten. Seit Juni 2007 ist der LS 600h erhältlich. Dieser basiert auf dem LS 460, ist das erste Hybridfahrzeug in der Oberklasse und besitzt den ersten Hybrid-V8 der Welt.
Die fünfte Generation wurde im Januar 2017 auf der North American International Auto Show in Detroit vorgestellt und wird in Deutschland seit Januar 2018 verkauft. Erstmals ist der LS nicht mit einem V8-Motor erhältlich.
Die Entwicklung des Lexus LS begann im Jahre 1983 als das interne/geheime Toyota Projekt „F1“. Dieses Projekt beinhaltete einen Fünfjahresplan, dem  Entwicklungsgelder von über einer Milliarde US-Dollar zur Verfügung standen. Das Resultat war ein neu entwickelter V8-Motor (1UZ-Plattform), welcher auf IndyCar/Champ Car-Motoren basiert. Dazu kamen verschiedene Luxus-Features. Das Resultat des Projekts F1 war von Anfang an als Produkt für die Exportmärkte vorgesehen, weswegen Lexus als eigenständige Marke gegründet wurde. Der LS 400 debütierte mit Erfolg und war größtenteils verantwortlich für die erfolgreiche Etablierung der Marke Lexus. Laut einer jährlich durchgeführten Käuferumfrage in den USA durch die Firma J.D. Power and Associates’ U.S. ist die LS Baureihe in den Jahren 1994–2009 die zuverlässigste ihrer Klasse.
Seit Produktionsstart wird jede LS-Generation in der Stadt Tahara (Aichi) in Japan produziert. Bis zur Baureihe 2018 wurden weltweit über 800.000 LS verkauft, davon 40.000 in Europa.

## Modelle der Baureihe
| Bauzeit                        | Modell | Bild |
| ------------------------------ | --- | ---- |
| UCF10/11 10/1989–12/1994       | - Neu konstruierter Achtzylindermotor mit vier oben liegenden Nockenwellen - Selbstregulierende Luftfederung mit adaptiven Dämpfern - „Optitron“ Tacho - Rundum Hintergrundbeleuchtung über weiße Kathoden - Serienmäßige vollelektrische Sitze, Kopfstütze und Gurtversteller                                                                                   |      |
| UCF20/21 10/1994–10/2000       | - Neu entwickelter Motor mit VVTi und 5-Gang Automatikgetriebe - 35 mm längere Karosserie und 66 mm mehr Beinfreiheit hinten - Aerodynamischer Spitzenwert von 0.28 - Klimaautomatik mit Smog-Sensor - Leichtestes Auto seiner Klasse |      |
| UCF30/31 10/2000–08/2006       | - Neu entwickelter Motor mit 4,3 l Hubraum - Erste Musikanlage mit 11 Lautsprechern von Mark Levinson - 7" großes Navigationssystem - Erstes Auto mit Knie-Airbag Serienmäßig - Pre-Crash-System erster Generation und Abstandstempomat |      |
| UCF40/41/45/46 09/2006–01/2018 | - Erster Vollhybrid in seiner Klasse - Erster LS mit zwei Motoroptionen - Erstmals auch als Langversion - VVT-iE erstes Auto mit elektronisch verstellbaren Nockenwellen - Pre-Crash-System mit Heckradar (RPCS) - Selbstparkender Assistent - Hybridversion verfügt über die ersten LED-Frontscheinwerfer - Mark Levinson Anlage mit 21 Lautsprechern und 850 W |      |
| USF50 seit 01/2018             | - Neue 4-Gang Getriebegeneration beim Vollhybrid - Erstes 10-Gang Automatikgetriebe - Annähernd vollautonomes Fahren |      |